# 梅尔文·普维斯

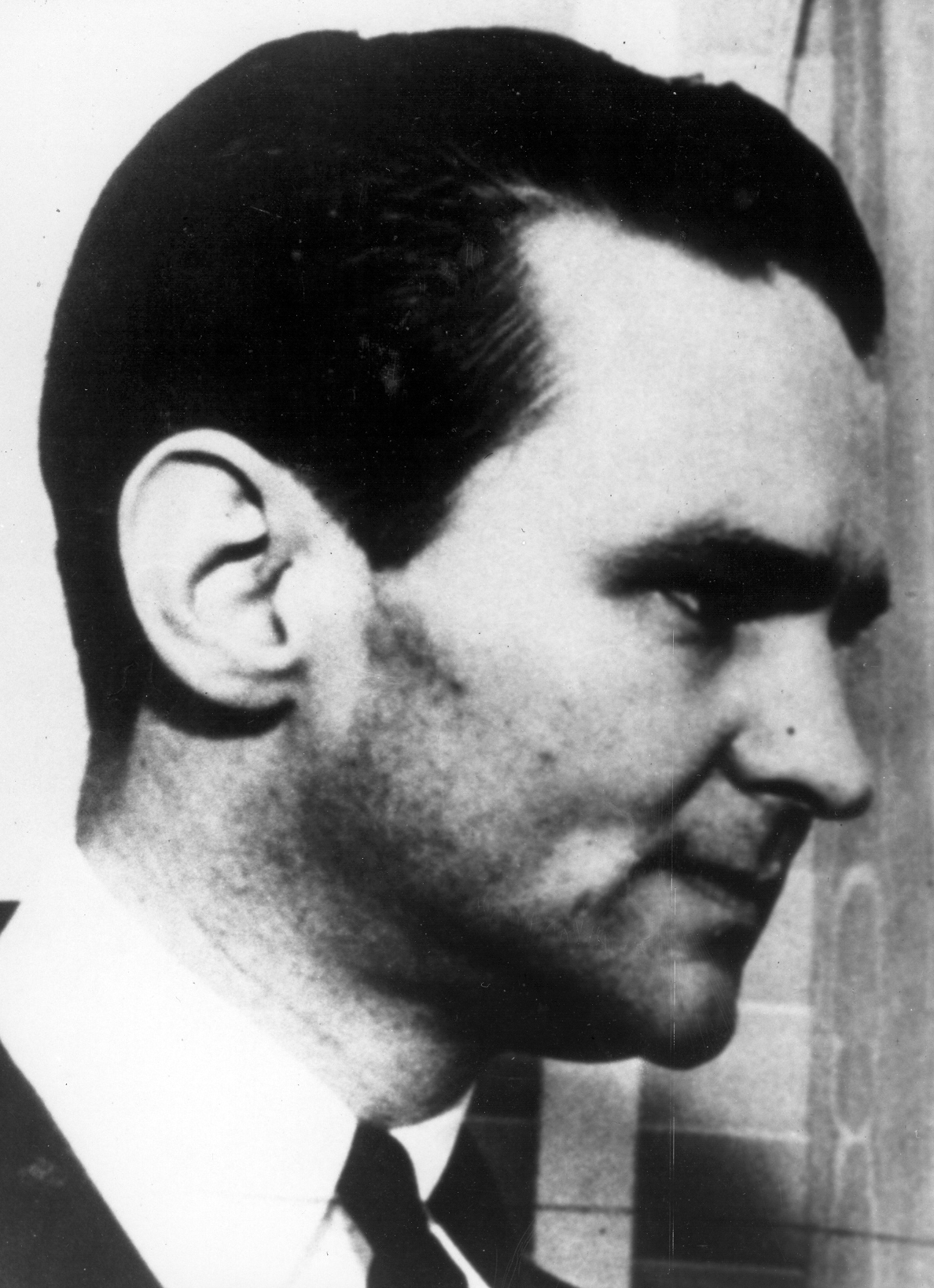
梅尔文·普维斯

梅尔文·贺拉斯·普维斯二世（Melvin Horace Purvis II，1903年10月24日—1960年2月29日）是一位联邦调查局特工，在1934年抓捕银行劫匪约翰·迪林杰和“漂亮男孩”弗洛伊德（Pretty Boy Floyd）的过程中扮演關鍵角色。他後來參軍，並投入第二次世界大戰。
1943年8月10日，乔治·巴顿掌掴了两名在医院接受創傷後壓力症治疗的士兵，結果當局立即派人調查這件事。梅尔文·普维斯是參與此次調查的人員之一，並且就這件事直接盤問了乔治·巴顿。
戰後梅尔文·普维斯出任美国首席战争罪行调查员，并參與纽伦堡审判。在此期间，他在牢房中盤問了戈林。 1946年10月15日晚，已被判處死刑的戈林向梅尔文·普维斯表示，能不能不要以绞刑這種形式來處決他，梅尔文·普维斯表示這不可能。就在梅尔文·普维斯離開不久後，戈林吞下氰化物自杀。 
普维斯最终在南卡州佛罗伦萨的家裡因头部受枪伤而死，FBI经调查后宣称他死于自杀，但验尸官并未在正式报告中将其死因标注为自杀。后来有调查表明，普维斯可能是在试图从枪裡取出一枚曳光弹时意外打中了自己。